# Iglesia del Santo Cristo de la Salud (Málaga)
La iglesia del Santísimo Cristo de la Salud es una iglesia del culto católico situada en la ciudad andaluza de Málaga, España. Este edificio data de los siglos XVI y XVII y fue construido por la Compañía de Jesús. 
Se encuentra en la confluencia entre la Calle Compañía y la Plaza de la Constitución del centro histórico, y se sitúa entre la Escuela de San Telmo, sede del Ateneo de Málaga; y el Anexo del Palacio de Villalón, que forma parte del Museo de la Colección Carmen Thyssen-Bornemisza.
En esta iglesia se encuentra la sede canónica de la Cofradía de los Estudiantes, que sale en la Semana Santa de Málaga, la Hermandad de la Esclavitud Dolorosa, la Asociación del Cristo de la Salud, patrón y protector de Málaga y su Ayuntamiento y la Archicofradía de la Virgen de Araceli de Málaga.

## Historia
Los jesuitas se establecieron en esta zona de la ciudad junto a una ermita dedicada a San Sebastián, cuyas pequeñas dimensiones hicieron necesaria la construcción de un templo.
La iglesia es obra de Pedro Sánchez, que diseñó este edificio barroco de planta octogonal sobre uno solar donado por el obispo Blanco Salcedo en 1572. Fue inaugurada el 28 de noviembre de 1630. Los jesuitas Ángel Cortés y Díaz de Ribero diseñan el retablo mayor y el tabernáculo. La portada principal data de los años 1659 y 1660 y los retablos de San Ignacio y de San Francisco Javier son de 1672 y 1678. Al siglo siguiente, José Martín de Aldehuela abre una pequeña capilla en medio del retablo dedicado a San Pedro.
Tras la desamortización y la expulsión de los jesuitas en la 1767, la iglesia fue transferida al Montepío de Socorro, que regentaba la parcela vecina de la Casa del Consulado y la Escuela de San Telmo. En 1790, pasaron a manos de la Sociedad Económica de Amigos del País.
A mediados del siglo XIX, se creó el Patronato del Santo Cristo de la Salud. En 1849, la imagen titular fue situada en el hueco que antes ocupaba la imagen de San Pedro. Ésta consiste en una talla obra de José Micael y Alfaro de 1633 y consiste en la imagen de Jesús atada a la columna. A esta talla se le atribuye la curación milagrosa que se dio en la ciudad en el año 1649 cuando apareció durante una epidemia.
En esta iglesia se encontraba la sepultura de Pedro de Mena, actualmente en la abadía cisterciense de Santa Ana.
Tras muchos años sin ser intervenida, el Instituto Andaluz del Patrimonio Histórico desarrolla un Proyecto de Conservación que conserva, actualiza y musealiza la iglesia y sus bienes muebles asociados. Las obras se ejecutan de junio del año 2013 a noviembre del año 2014. La iglesia vuelve al culto en enero de 2016.
En el año 2015, es declarada Bien de Interés Cultural con la tipología de Monumento, junto con los demás edificios que constituyen el Antiguo Colegio Jesuita de San Sebastián.